# Frische Rahmbutter

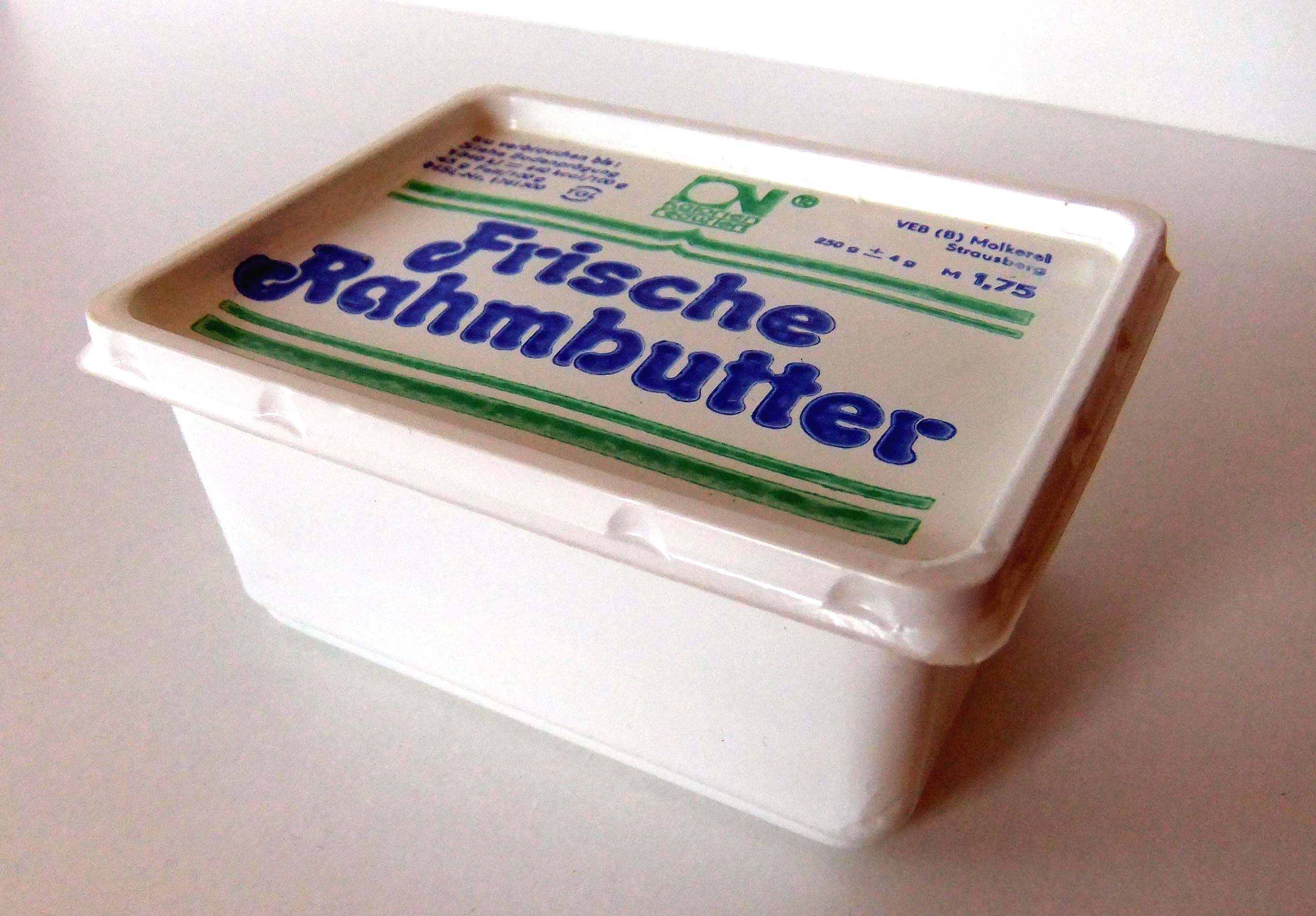
Verpackung aus der Molkerei Strausberg

Frische Rahmbutter (Kurzzeichen FRB) war der Markenname einer in der DDR von ca. 1970 bis 1990 produzierten kalorienreduzierten Buttersorte.

## Produkteigenschaften
„Frische Rahmbutter“ bestand aus lediglich bis zu einem Fettgehalt von 45 %  gebutterter Frischmilch, wodurch sie sich – während „echte Butter“ mindestens 80 % Fett enthalten muss – einerseits für eine kalorienreduzierte Ernährung prädestinierte, andererseits aber wegen ihres höheren Restmilchgehalts im Vergleich zu „echter Butter“ nicht zum Braten und als zerlassene Butter eignete und, um der vorzeitigen Entmischung von Fett und wässrigen Bestandteilen vorzubeugen, außerdem ständiger Kühlung bedurfte.  Bei einer Lagertemperatur von 5 °C betrug die empfohlene Verbrauchsfrist der „Frischen Rahmbutter“ daher ab Produktionsbetrieb nur zehn Tage. Verpackt war das Produkt in einem rechteckigen Kunststoffbecher (Breite: 8,5 cm, Höhe: 5 cm, Länge: 11 cm). Der Verkaufspreis betrug 1,75 DDR-Mark. Das Entwicklungskollektiv bekam 1972 für diesen Brotaufstrich den Orden Banner der Arbeit verliehen. Die Produktion erfolgte bis zu deren Ende in mehreren Molkereien der gesamten DDR.

## Nach 1990
Nach der Wende verschwand das Traditionsprodukt weitgehend vom Markt, die meisten Produktionsanlagen wurden verschrottet. Nur die Küstenland-Molkerei führte die Produktion unter dem Namen „Frische Sahnige“ fort, bis 2010 in Rostock, dann in Bergen auf Rügen. Anfänglich wurden noch pro Jahr rund 350 Tonnen Butter produziert. 2018 wurden noch rund 100 Tonnen abgefüllt. Anfang 2019 stellte die inzwischen zum Deutschen Milchkontor (DMK) gehörende Molkerei die Produktion ein.

## Sonstiges
Geschmacklich und der Zusammensetzung nach ähnliche, wenn auch nicht als Brotaufstrich gebräuchliche Produkte mit einem Fettgehalt von ebenfalls 45 % finden sich in der Schweizer und französischen Küche unter der Bezeichnung Doppelrahm bzw. Crème double.